# Bouclans
Bouclans község Franciaország Burgundia-Franche-Comté régiójában, Doubs megyében. Új községként 2018. január 1-jén jött létre a korábbi Bouclans és Vauchamps község egyesítésével. Az egyesüléskor az új község lélekszáma 1115 fő lett. Lakosainak száma 1057 fő (2022. január 1.).

## Népesség
| Lakosok száma | 957  | 1073 | 1068 | 1064 | 1064 | 1060 | 1057 |
|               | 2015 | 2017 | 2018 | 2019 | 2020 | 2021 | 2022 |